# Маккинни, Тамара
Тамара Прайс Маккинни (англ. Tamara Price McKinney; род. 16 октября 1962, Лексингтон) — американская горнолыжница, специалистка по слалому и гигантскому слалому. Представляла сборную США по горнолыжному спорту в 1978—1989 годах, чемпионка мира, обладательница Кубка мира в общем зачёте и трёх Кубков мира в отдельных дисциплинах, победительница 18 этапов Кубка мира, участница трёх зимних Олимпийских игр.

## Биография
Тамара Маккинни родилась 16 октября 1962 года в городе Лексингтон, штат Кентукки, США, была младшим ребёнком из семи детей в своей семье. Детство провела в Скво-Вэлли, Калифорния, где и начала серьёзно заниматься горнолыжным спортом. Обладая небольшими габаритами (вес около 53 кг при росте 163 см) сосредоточилась в первую очередь на техничных дисциплинах, таких как слалом и гигантский слалом.
В декабре 1978 года в возрасте шестнадцати лет вошла в основной состав американской национальной сборной и дебютировала в Кубке мира, в частности выиграла бронзовую медаль в слаломе на этапе в итальянском Пьянкавалло.
Благодаря череде удачных выступлений удостоилась права защищать честь страны на домашних зимних Олимпийских играх 1980 года в Лейк-Плэсиде — стартовала здесь в слаломе и гигантском слаломе, но ни в одной из этих дисциплин не финишировала.
В 1981 году одержала победу на трёх этапах Кубка мира и завоевала малый Хрустальный глобус в зачёте гигантского слалома.
На чемпионате мира 1982 года в Шладминге показала в гигантском слаломе шестой результат.
Одним из самых успешных сезонов в её спортивной карьере оказался сезон 1983 года, когда она вновь заняла первое место в итоговом зачёте гигантского слалома и впервые в истории американского женского горнолыжного спорта стала обладательницей Кубка мира в общем зачёте всех дисциплин.
Находясь в числе лидеров горнолыжной команды США, Маккинни благополучно прошла отбор на Олимпийские игры 1984 года в Сараево — в слаломе снова провалила первую попытку и не показала никакого результата, тогда как в программе гигантского слалома финишировала четвёртой, остановившись в шаге от призовых позиций. Кроме того, в этом сезоне выиграла ещё несколько этапов Кубка мира и добавила в послужной список третий малый Хрустальный глобус, полученный на сей раз в слаломе.
После сараевской Олимпиады Тамара Маккинни осталась в основном составе американской национальной сборной и продолжила принимать участие в крупнейших международных соревнованиях. Так, в 1985 году она побывала на мировом первенстве в Бормио, откуда привезла награду бронзового достоинства, выигранную в комбинации. Два года спустя на аналогичных соревнованиях в Кран-Монтане повторила это достижение.
В 1988 году отправилась представлять страну на Олимпийских играх в Калгари — ни в слаломе, ни в гигантском слаломе не финишировала, так и не сумев завоевать олимпийскую медаль.
На домашнем чемпионате мира в Вейле одержала победу в зачёте комбинации, в то время как в слаломе взяла бронзу, уступив представительнице Югославии Матея Свет и швейцарке Френи Шнайдер.
Перед началом сезона 1990 года на склонах Зас-Фе в Швейцарии Маккинни сломала левую ногу, в связи с чем вынуждена была полностью пропустить весь сезон. Изначально спортсменка рассматривала возможность возвращения, но восстановление шло медленно, и через год она объявила о завершении спортивной карьеры. В течение своей более чем десятилетней карьеры в горнолыжном спорте Тамара Маккинни в общей сложности попадала в десятку сильнейших на 99 этапах Кубка мира, в том числе на 45 этапах поднималась на подиум и 18 этапов выиграла. Наравне с Гретхен Фрейзер, Андреа Мид-Лоуренс и Линдси Вонн считается одной из величайших спортсменок в истории американского горнолыжного спорта.
Впоследствии работала риэлтором в окрестностях озера Тахо.
За выдающиеся спортивные достижения в 2004 году была введена в Зал славы спорта Кентукки.